# Helius diacanthus
Helius diacanthus är en tvåvingeart som beskrevs av Alexander 1931. Helius diacanthus ingår i släktet Helius och familjen småharkrankar. Inga underarter finns listade i Catalogue of Life.